# Cueva de las Lechuzas
La cueva de las Lechuzas se encuentra a 4 km de la ciudad de Villena (Alicante), en el Cabezo de las Cuevas, separada del importante yacimiento del Cabezo Redondo por una estrecha vaguada. Se trata de un enterramiento colectivo propio del calcolítico levantino, en que se han hallado más de 18 cadáveres.
Las piezas halladas fueron: dos cuencos, dos hachas, tres vasijas lisas, trece flechas de sílex, algunos fragmentos de nácar, dos cuentas en forma de oliva, un diente perforado, tres cuentas de hueso, seis vértebras de pez y alrededor de 2000 conchas perforadas. No se encontró la más mínima cantidad de metal.
Los materiales aparecidos se conservan en el Museo Arqueológico de Villena.